# Saint-Hippolyte, Aveyron
 Saint-Hippolyte là một xã ở tỉnh Aveyron, thuộc vùng Occitanie ở miền nam nước Pháp.